# マット・シーザー
マシュー・シーザー（Matthew Szczur, 1989年7月20日 - ）は、アメリカ合衆国ニュージャージー州ケープメイ郡ミドル・タウンシップケープメイコートハウス出身のプロ野球選手（外野手）。右投右打。

## 経歴

### プロ入り前
2007年のMLBドラフト38巡目（全体1156位）でロサンゼルス・ドジャースから指名されたが、ビラノバ大学へ進学。大学では野球のほか、アメリカンフットボールにも参加し、2009年にはコロニアル・アスレチック・アソシエーションの最優秀選手に選出され、フットボール・チャンピオンシップ・サブディビジョンのアメリカ代表にも選出されるなど、NFLのドラフト候補だった。

### プロ入りとカブス時代

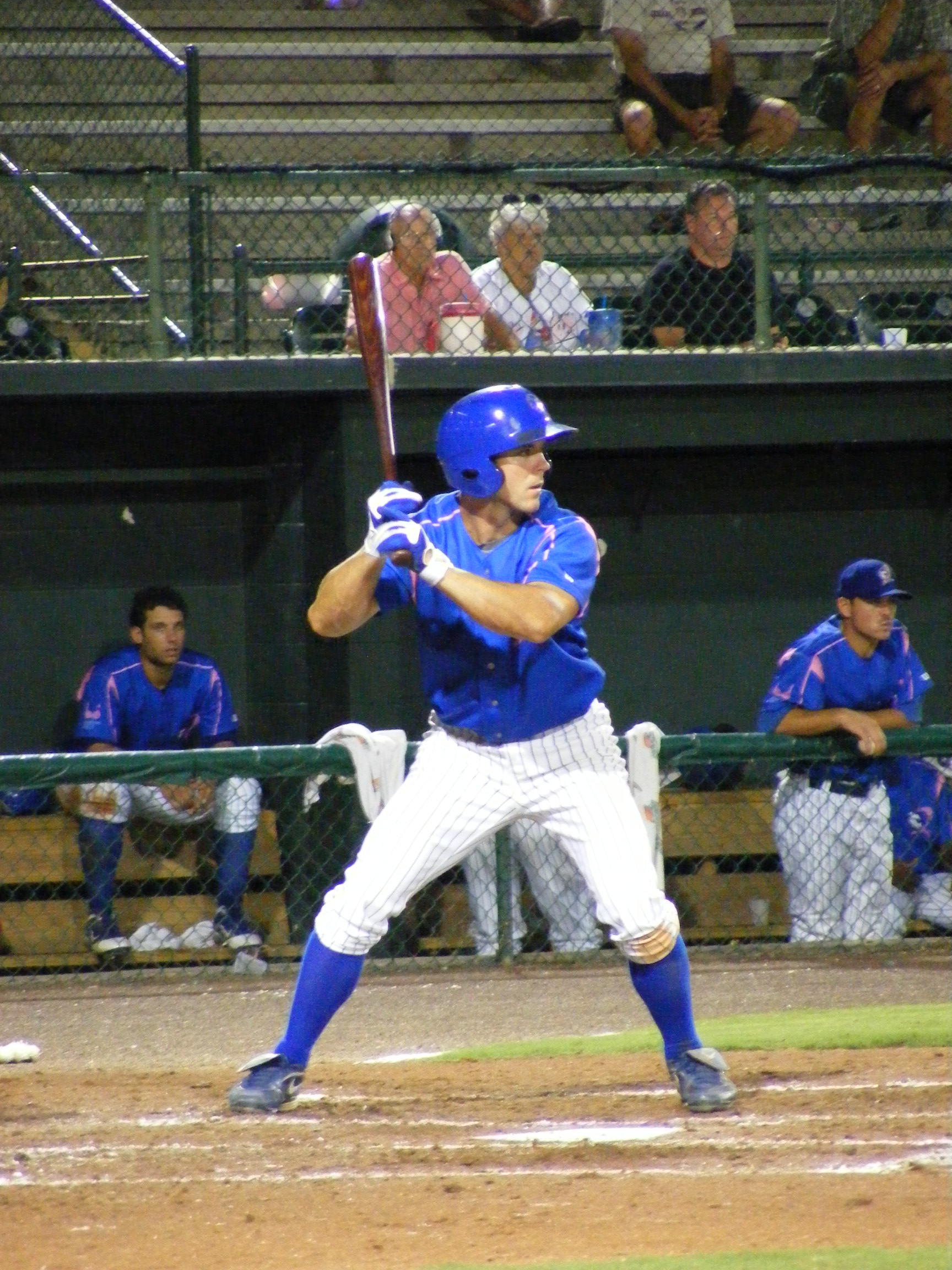
A+級デイトナ・カブス時代
(2011年8月31日)

2010年のMLBドラフト5巡目（全体160位）でシカゴ・カブスから指名され、7月2日に契約。契約金は10万ドルで、翌年の2月23日に行われるNFLコンバインの前にカブスでプレーすることが決まれば、50万ドルのボーナスが支給される。7月7日にルーキー級アリゾナリーグ・カブスでプロデビューを果たし、1試合に出場後、A-級ボイシ・ホークスへ昇格。18試合の出場で打率.397、8打点、1盗塁と活躍し、A級ピオリア・チーフスへ昇格。ここでは6試合に出場し、打率.192、2打点を記録した。9月からカレッジフットボールが行われるため、シーズン中の8月にチームを離れビラノバ大学に復帰した。
2011年1月20日に野球一本に絞ることを決断し、カブスと150万ドルの契約を結んだ。A級ピオリアで開幕を迎え、66試合に出場。打率.314、5本塁打、27打点、17盗塁と活躍し、フューチャーズゲームに選出された。7月にA+級デイトナ・カブスへ昇格。ここでは43試合に出場して打率.260、5本塁打、19打点、7盗塁の成績の残した。オフの11月18日にカブスとメジャー契約を結び、40人枠入りした。
2012年3月5日にカブスと1年契約に合意。開幕後はA+級デイトナでプレーし、78試合に出場して打率.295、2本塁打、34打点、38盗塁を記録した。7月27日にAA級テネシー・スモーキーズへ昇格。AA級テネシーでは35試合に出場して打率.210、2本塁打、6打点、4盗塁を記録した。
2013年3月4日にカブスと1年契約に合意。この年はAA級テネシーでプレーし、128試合に出場して打率.281、3本塁打、44打点、22盗塁を記録した。
2014年3月3日にカブスと1年契約に合意。3月12日にAAA級アイオワ・カブスへ配属され、そのまま開幕を迎えた。AAA級アイオワでは116試合に出場して打率.261、1本塁打、24打点、30盗塁を記録した。8月17日にメジャーへ昇格し、同日のニューヨーク・メッツ戦でメジャーデビュー。8回表に代走として起用され、この日は1打数無安打だった。この年メジャーでは33試合に出場して打率.226、2本塁打、5打点を記録した。
2015年は47試合に出場して打率.222、1本塁打、8打点、2盗塁を記録した。守備面では左翼手がメインで（26試合）、無失策ながらDRSは -1、UZRは0と、並みのレベルだった。また、6試合で中堅手を、4試合で右翼手を守る機会もあった。
2016年は準レギュラーのような存在で107試合に出場して打率.259、5本塁打、24打点、2盗塁、OPS0.712と成績が向上した。外野の守備力も向上し、3ポジションを計353.1イニングで守って無失策・DRS +4、UZR +6.1を記録した。同年のポストシーズンでは出場登録枠から外れながらもベンチ入りした。ドジャースとのリーグチャンピオンシップシリーズ第4戦、ポストシーズン突入後に極度の不振に陥っていた主砲アンソニー・リゾがシーザーのバットを借りると5回の第3打席でペドロ・バエズからソロ本塁打を放ってからは復調し、リーグチャンピオンシップシリーズの6試合通算では打率.320、2本塁打、6打点の成績をマークした。
2017年5月6日にDFAとなった。

### パドレス時代
2017年5月8日にジャスティン・ハンコックとのトレードで、サンディエゴ・パドレスへ移籍した。
2018年7月1日にDFAとなり、8日にマイナー契約で傘下のAAA級エル・パソ・チワワズへ配属された。レギュラーシーズン終了後の10月2日にFAとなった。

### ダイヤモンドバックス傘下時代
2018年12月14日にアリゾナ・ダイヤモンドバックスとマイナー契約を結び、2019年のスプリングトレーニングに招待選手として参加することになった。
2019年は傘下のルーキー級アリゾナリーグ・ダイヤモンドバックスとAAA級リノ・エーシズでプレーし、2球団合計で47試合に出場して打率.313、8本塁打、29打点を記録した。オフの11月4日にFAとなった。

### フィリーズ傘下時代
2019年12月20日にフィラデルフィア・フィリーズとマイナー契約を結び、2020年のスプリングトレーニングに招待選手として参加することになった。2021年6月28日に自由契約となった。

## 詳細情報

### 年度別打撃成績
| 年 度    | 球 団    | 試 合 | 打 席 | 打 数 | 得 点 | 安 打 | 二 塁 打 | 三 塁 打 | 本 塁 打 | 塁 打 | 打 点 | 盗 塁 | 盗 塁 死 | 犠 打 | 犠 飛 | 四 球 | 敬 遠 | 死 球 | 三 振 | 併 殺 打 | 打 率 | 出 塁 率 | 長 打 率 | O P S |
| -------- | -------- | ----- | ----- | ----- | ----- | ----- | -------- | -------- | -------- | ----- | ----- | ----- | -------- | ----- | ----- | ----- | ----- | ----- | ----- | -------- | ----- | -------- | -------- | ----- |
| 2014     | CHC      | 33    | 66    | 62    | 6     | 14    | 2        | 0        | 2        | 22    | 5     | 0     | 0        | 0     | 0     | 4     | 0     | 0     | 11    | 1        | .226  | .273     | .355     | .628  |
| 2015     | CHC      | 47    | 80    | 72    | 5     | 16    | 5        | 0        | 1        | 24    | 8     | 2     | 0        | 1     | 1     | 6     | 0     | 0     | 15    | 1        | .222  | .278     | .333     | .612  |
| 2016     | CHC      | 107   | 200   | 185   | 30    | 48    | 9        | 1        | 5        | 74    | 24    | 2     | 4        | 1     | 0     | 13    | 2     | 1     | 39    | 2        | .259  | .312     | .400     | .712  |
| 2017     | CHC      | 15    | 23    | 19    | 2     | 4     | 1        | 0        | 0        | 5     | 3     | 0     | 0        | 1     | 1     | 2     | 0     | 0     | 4     | 0        | .211  | .273     | .263     | .536  |
| 2017     | SD       | 104   | 214   | 176   | 26    | 40    | 11       | 2        | 3        | 64    | 15    | 0     | 2        | 2     | 0     | 32    | 0     | 4     | 40    | 2        | .227  | .358     | .364     | .722  |
| '17計    | SD       | 119   | 237   | 195   | 28    | 44    | 12       | 2        | 3        | 69    | 18    | 0     | 2        | 3     | 1     | 34    | 0     | 4     | 44    | 2        | .226  | .350     | .354     | .704  |
| 2018     | SD       | 57    | 84    | 75    | 11    | 14    | 3        | 0        | 1        | 14    | 6     | 3     | 0        | 1     | 0     | 8     | 0     | 0     | 24    | 2        | .187  | .265     | .267     | .532  |
| MLB：5年 | MLB：5年 | 363   | 667   | 589   | 80    | 136   | 31       | 3        | 12       | 209   | 61    | 7     | 6        | 6     | 2     | 65    | 2     | 5     | 133   | 8        | .231  | .311     | .355     | .667  |

- 2021年度シーズン終了時

### 記録
MiLB
- オールスター・フューチャーズゲーム選出：1回（2011年）

### 背番号
- 41（2014年 - 2015年）
- 20（2016年 - 2017年途中）
- 23（2017年途中 - 2018年）